# To Each His Own
To Each His Own is een Amerikaanse film uit 1946 onder regie van Mitchell Leisen. Destijds werd hij in het Nederlands uitgebracht onder de titels Je moederhart spreekt, Het moederhart spreekt en De zonde van Jody Noris.

## Verhaal
Tijdens een stroomstoring op nieuwjaarsavond in Londen gedurende de Tweede Wereldoorlog kijkt Jody Norris, een vrouw van middelbare leeftijd, terug op de zomer van 1918. De Eerste Wereldoorlog staat op het punt om tot een einde te komen. Jody is dan een jonge vrouw die een huwelijksaanzoek van luitenant Alex Pierson afslaat. Nog diezelfde avond wordt ze verliefd op vliegenier Cosgrove. Hoewel ze weet dat hij slechts voor enkele uren in de stad zal zijn, bedrijft ze de liefde met hem.
Als blijkt dat ze zwanger is, raadt haar dokter Jody aan om een abortus te laten plegen. Ze overweegt zijn advies te volgen, totdat ze te horen krijgt dat Cosgrove is overleden op het slagveld. Ze bevalt in het geheim van een zoon en laat zuster Daisy Gingras deze geven aan buurvrouw Belle Ingham. Daisy vertelt de vrouw dat het kind een oorlogswees is, zodat Jody deze kan adopteren zonder dat er sprake is van een schandaal. Belle besluit het kind echter te geven aan Corinne Piersen, de vrouw met wie Alex uiteindelijk getrouwd is.
Corinne heeft haar eigen kind onlangs verloren en ziet de jongen als een vervanging. Jody besluit het kind, dat Gregory werd genoemd, regelmatig te bezoeken en doopt zich na de dood van haar vader om tot zijn persoonlijke zuster. Als Corinne duidelijk maakt dat ze daar niet van gediend is, geeft Jody toe dat ze zijn biologische moeder is. Corinne weigert het kind aan haar af te staan, waarna Jody besluit te verhuizen naar New York. Daar bouwt ze met haar vriend Mac Tilton een carrière op in de cosmetica.
Jody slaat meerdere huwelijksaanzoeken van Mac af en ontvangt nog regelmatig bezoeken van Alex en Gregory. Op een dag ontdekt ze dat de familie bijna bankroet is. Ze maakt gebruik van deze gelegenheid om Corinne te chanteren Gregory af te staan in ruil voor geld. Gregory begint Corinne echter al gauw te missen en krijgt uiteindelijk toestemming van zijn moeder om weer bij haar te wonen. Jody wordt met een gebroken hart achtergelaten en besluit carrière te maken in Londen.
Terug in het heden stelt ze zich voor aan een inmiddels volwassen Gregory, die ze plotseling tegenkwam in een trein. Ze nodigt hem uit om bij haar te blijven, maar hij heeft het te druk met zijn vriendin Liz Lorimer. Door haar realiseert hij zich dat de vrouw zijn moeder is.

## Rolverdeling

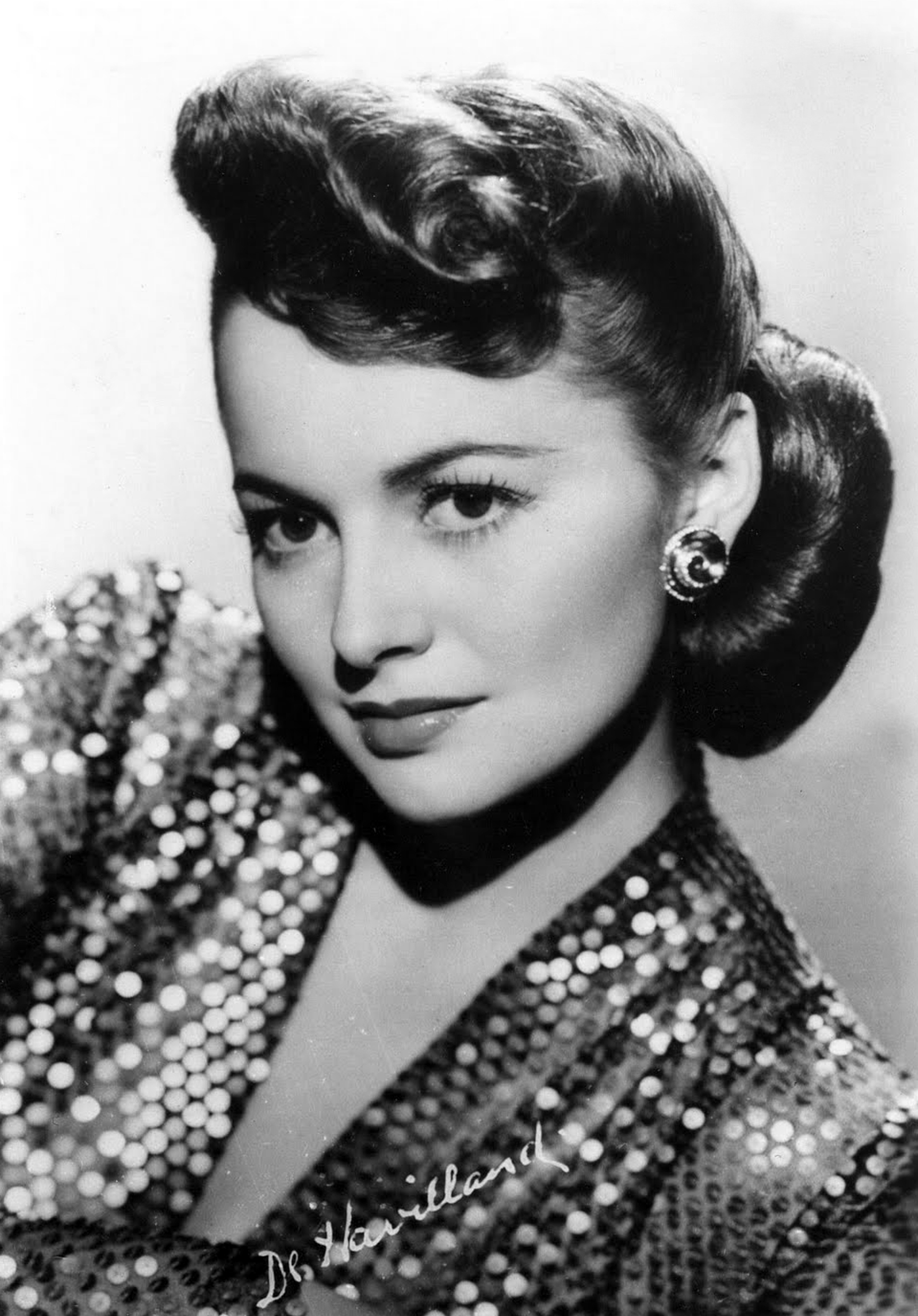
Olivia de Havilland

| Acteur              | Personage                    |
| ------------------- | ---------------------------- |
| Olivia de Havilland | Miss Josephine 'Jody' Norris |
| Mary Anderson       | Corinne Piersen              |
| Roland Culver       | Lord Desham                  |
| Phillip Terry       | Alex Piersen                 |
| Bill Goodwin        | Mac Tilton                   |
| Virginia Welles     | Liz Lorimer                  |
| Victoria Horne      | Zuster Daisy Gingras         |
| Griff Barnett       | Daniel Norris                |
| Alma Macrorie       | Belle Ingram                 |
| Bill Ward           | Jonge Gregory                |
| Frank Faylen        | Babe                         |
| Doris Lloyd         | Miss Pringle                 |

## Achtergrond
Charles Brackett, de schrijver van de film, kwam in conflict met de Motion Picture Association of America, die vond dat een goede afloop niet paste in een film met seks en buitenechtelijkheid. Brackett weigerde het einde te veranderen en nam in mei 1945 contact op met de MPAA. Om het goede afloop te behouden moesten de termen 'abortus' en 'buitenechtelijk' vermeden worden.
Olivia de Havilland wilde de hoofdrol dolgraag spelen en vertelde later ook dat het haar favoriete rol uit haar gehele carrière was. Het filmproject werd een jaar vertraagd om De Havilland daadwerkelijk in te zetten. Ze moest namelijk eerst onder haar contract bij Warner Brothers uit komen. Ze wilde al voor een lange tijd haar contract met die studio beëindigen en was daarom al twee jaar niet in een film te zien. Om die reden gold To Each His Own als haar comeback. Vlak voor het begin van de opnames had ze een tropische ziekte opgelopen en was ze veel afgevallen in gewicht. Dit bleek gunstig te werken voor haar rol.
De Havilland wilde Mitchell Leisen als haar regisseur. Leisen, met wie ze eerder samenwerkte aan Hold Back the Dawn (1941), had aanvankelijk geen interesse, maar hij liet zich overtuigen. De Havilland vertelde in een later interview dat zijn negatieve kijk op het filmproject maar van korte duur was. De film werd positief ontvangen en menig actrice was het er over eens dat ze nooit eerder beter had geacteerd. Het was voor menig mens dan ook geen verrassing dat ze een Oscar in de wacht sleepte.

## Prijzen en nominaties
| Jaar | Prijs          | Categorie              | Genomineerde(n)     | Uitslag     |
| ---- | -------------- | ---------------------- | ------------------- | ----------- |
| 1947 | Academy Awards | Beste Actrice          | Olivia de Havilland | Gewonnen    |
| 1947 | Academy Awards | Beste Originele Script | Charles Brackett    | Genomineerd |